# Билки
Билки (фр. Billecul) насеље је и општина у источној Француској у региону Франш-Конте, у департману Јура која припада префектури Лон ле Соније.
По подацима из 2011. године у општини је живело 36 становника, а густина насељености је износила 8,16 становника/km². Општина се простире на површини од 4,41 km². Налази се на средњој надморској висини од 840 метара (максималној 926 m, а минималној 780 m).

## Демографија
| 1962. | 1968. | 1975. | 1982. | 1990. | 1999. | 2011. |
| ----- | ----- | ----- | ----- | ----- | ----- | ----- |
| 51    | 64    | 68    | 61    | 44    | 32    | 36    |

График промене броја становника у току последњих година